# Ourinhos (microregio)
Ourinhos is een van de 63 microregio's van de Braziliaanse deelstaat São Paulo. Zij ligt in de mesoregio Assis en grenst aan de microregio's Assis, Avaré, Bauru, Itapeva, Marília, Jacarezinho (PR) en Wenceslau Braz (PR). De microregio heeft een oppervlakte van ca. 5.568 km². In 2006 werd het inwoneraantal geschat op 294.902.
Achttien gemeenten behoren tot deze microregio:
- Bernardino de Campos
- Canitar
- Chavantes
- Espírito Santo do Turvo
- Fartura
- Ipaussu
- Manduri
- Óleo
- Ourinhos
- Piraju
- Ribeirão do Sul
- Salto Grande
- Santa Cruz do Rio Pardo
- São Pedro do Turvo
- Sarutaiá
- Taguaí
- Tejupá
- Timburi

Mesoregio's: Araçatuba · Araraquara · Assis · Bauru · Campinas · Itapetininga · Litoral Sul Paulista · Macro Metropolitana Paulista · Marília · Metropolitana de São Paulo · Piracicaba · Presidente Prudente · Ribeirão Preto · São José do Rio Preto · Vale do Paraíba Paulista

Microregio's: Adamantina · Amparo · Andradina · Araçatuba · Araraquara · Assis · Auriflama · Avaré · Bananal · Barretos · Batatais · Bauru · Birigui · Botucatu · Bragança Paulista · Campinas · Campos do Jordão · Capão Bonito · Caraguatatuba · Catanduva · Dracena · Fernandópolis · Franca · Franco da Rocha · Guaratinguetá · Guarulhos · Itanhaém · Itapecerica da Serra · Itapetininga · Itapeva · Ituverava · Jaboticabal · Jales · Jaú · Jundiaí · Limeira · Lins · Marília · Mogi das Cruzes · Mogi-Mirim · Nhandeara · Novo Horizonte · Osasco · Ourinhos · Paraibuna e Paraitinga · Piedade · Piracicaba · Pirassununga · Presidente Prudente · Registro · Ribeirão Preto · Rio Claro · Santos · São Carlos · São João da Boa Vista · São Joaquim da Barra · São José do Rio Preto · São José dos Campos · São Paulo · Sorocaba · Tatuí · Tupã · Votuporanga